# 파울 아길라르
파울 니콜라스 아길라르 로하스(스페인어: Paul Nicolás Aguilar Rojas, 1986년 3월 6일 ~ )는 멕시코의 축구 선수이다.